# Mat reflex
Un mat reflex és un problema d'escacs en el qual les blanques, que mouen primer, han d'obligar les negres fer escac i mat dins d'un nombre determinat de moviments contra la seva voluntat - amb la condició addicional que, si qualsevol jugador pot fer escac i mat, doncs l'ha de fer. Si aquesta condició s'aplica només a les negres, es diu que és mat semi-reflex. Sense aquesta condició, el problema és simplement un auto-mat.
|   | a | b | c | d | e | f | g | h |   |
| 8 | c8 blanques torre · d8 negres torre · e8 negres rei · c7 negres peó · e7 negres cavall · f6 blanques peó · g6 negres alfil · h6 negres alfil · a5 blanques peó · b5 negres dama · e5 blanques peó · f5 blanques dama · a4 blanques alfil · b4 negres peó · c4 blanques torre · d4 blanques alfil · e4 blanques cavall · g4 blanques peó · h4 blanques peó · b3 negres torre · c3 negres peó · d3 blanques rei · e3 negres peó · e2 blanques peó · a1 negres cavall · b1 blanques cavall | c8 blanques torre · d8 negres torre · e8 negres rei · c7 negres peó · e7 negres cavall · f6 blanques peó · g6 negres alfil · h6 negres alfil · a5 blanques peó · b5 negres dama · e5 blanques peó · f5 blanques dama · a4 blanques alfil · b4 negres peó · c4 blanques torre · d4 blanques alfil · e4 blanques cavall · g4 blanques peó · h4 blanques peó · b3 negres torre · c3 negres peó · d3 blanques rei · e3 negres peó · e2 blanques peó · a1 negres cavall · b1 blanques cavall | c8 blanques torre · d8 negres torre · e8 negres rei · c7 negres peó · e7 negres cavall · f6 blanques peó · g6 negres alfil · h6 negres alfil · a5 blanques peó · b5 negres dama · e5 blanques peó · f5 blanques dama · a4 blanques alfil · b4 negres peó · c4 blanques torre · d4 blanques alfil · e4 blanques cavall · g4 blanques peó · h4 blanques peó · b3 negres torre · c3 negres peó · d3 blanques rei · e3 negres peó · e2 blanques peó · a1 negres cavall · b1 blanques cavall | c8 blanques torre · d8 negres torre · e8 negres rei · c7 negres peó · e7 negres cavall · f6 blanques peó · g6 negres alfil · h6 negres alfil · a5 blanques peó · b5 negres dama · e5 blanques peó · f5 blanques dama · a4 blanques alfil · b4 negres peó · c4 blanques torre · d4 blanques alfil · e4 blanques cavall · g4 blanques peó · h4 blanques peó · b3 negres torre · c3 negres peó · d3 blanques rei · e3 negres peó · e2 blanques peó · a1 negres cavall · b1 blanques cavall | c8 blanques torre · d8 negres torre · e8 negres rei · c7 negres peó · e7 negres cavall · f6 blanques peó · g6 negres alfil · h6 negres alfil · a5 blanques peó · b5 negres dama · e5 blanques peó · f5 blanques dama · a4 blanques alfil · b4 negres peó · c4 blanques torre · d4 blanques alfil · e4 blanques cavall · g4 blanques peó · h4 blanques peó · b3 negres torre · c3 negres peó · d3 blanques rei · e3 negres peó · e2 blanques peó · a1 negres cavall · b1 blanques cavall | c8 blanques torre · d8 negres torre · e8 negres rei · c7 negres peó · e7 negres cavall · f6 blanques peó · g6 negres alfil · h6 negres alfil · a5 blanques peó · b5 negres dama · e5 blanques peó · f5 blanques dama · a4 blanques alfil · b4 negres peó · c4 blanques torre · d4 blanques alfil · e4 blanques cavall · g4 blanques peó · h4 blanques peó · b3 negres torre · c3 negres peó · d3 blanques rei · e3 negres peó · e2 blanques peó · a1 negres cavall · b1 blanques cavall | c8 blanques torre · d8 negres torre · e8 negres rei · c7 negres peó · e7 negres cavall · f6 blanques peó · g6 negres alfil · h6 negres alfil · a5 blanques peó · b5 negres dama · e5 blanques peó · f5 blanques dama · a4 blanques alfil · b4 negres peó · c4 blanques torre · d4 blanques alfil · e4 blanques cavall · g4 blanques peó · h4 blanques peó · b3 negres torre · c3 negres peó · d3 blanques rei · e3 negres peó · e2 blanques peó · a1 negres cavall · b1 blanques cavall | c8 blanques torre · d8 negres torre · e8 negres rei · c7 negres peó · e7 negres cavall · f6 blanques peó · g6 negres alfil · h6 negres alfil · a5 blanques peó · b5 negres dama · e5 blanques peó · f5 blanques dama · a4 blanques alfil · b4 negres peó · c4 blanques torre · d4 blanques alfil · e4 blanques cavall · g4 blanques peó · h4 blanques peó · b3 negres torre · c3 negres peó · d3 blanques rei · e3 negres peó · e2 blanques peó · a1 negres cavall · b1 blanques cavall | 8 |
| 7 | c8 blanques torre · d8 negres torre · e8 negres rei · c7 negres peó · e7 negres cavall · f6 blanques peó · g6 negres alfil · h6 negres alfil · a5 blanques peó · b5 negres dama · e5 blanques peó · f5 blanques dama · a4 blanques alfil · b4 negres peó · c4 blanques torre · d4 blanques alfil · e4 blanques cavall · g4 blanques peó · h4 blanques peó · b3 negres torre · c3 negres peó · d3 blanques rei · e3 negres peó · e2 blanques peó · a1 negres cavall · b1 blanques cavall | c8 blanques torre · d8 negres torre · e8 negres rei · c7 negres peó · e7 negres cavall · f6 blanques peó · g6 negres alfil · h6 negres alfil · a5 blanques peó · b5 negres dama · e5 blanques peó · f5 blanques dama · a4 blanques alfil · b4 negres peó · c4 blanques torre · d4 blanques alfil · e4 blanques cavall · g4 blanques peó · h4 blanques peó · b3 negres torre · c3 negres peó · d3 blanques rei · e3 negres peó · e2 blanques peó · a1 negres cavall · b1 blanques cavall | c8 blanques torre · d8 negres torre · e8 negres rei · c7 negres peó · e7 negres cavall · f6 blanques peó · g6 negres alfil · h6 negres alfil · a5 blanques peó · b5 negres dama · e5 blanques peó · f5 blanques dama · a4 blanques alfil · b4 negres peó · c4 blanques torre · d4 blanques alfil · e4 blanques cavall · g4 blanques peó · h4 blanques peó · b3 negres torre · c3 negres peó · d3 blanques rei · e3 negres peó · e2 blanques peó · a1 negres cavall · b1 blanques cavall | c8 blanques torre · d8 negres torre · e8 negres rei · c7 negres peó · e7 negres cavall · f6 blanques peó · g6 negres alfil · h6 negres alfil · a5 blanques peó · b5 negres dama · e5 blanques peó · f5 blanques dama · a4 blanques alfil · b4 negres peó · c4 blanques torre · d4 blanques alfil · e4 blanques cavall · g4 blanques peó · h4 blanques peó · b3 negres torre · c3 negres peó · d3 blanques rei · e3 negres peó · e2 blanques peó · a1 negres cavall · b1 blanques cavall | c8 blanques torre · d8 negres torre · e8 negres rei · c7 negres peó · e7 negres cavall · f6 blanques peó · g6 negres alfil · h6 negres alfil · a5 blanques peó · b5 negres dama · e5 blanques peó · f5 blanques dama · a4 blanques alfil · b4 negres peó · c4 blanques torre · d4 blanques alfil · e4 blanques cavall · g4 blanques peó · h4 blanques peó · b3 negres torre · c3 negres peó · d3 blanques rei · e3 negres peó · e2 blanques peó · a1 negres cavall · b1 blanques cavall | c8 blanques torre · d8 negres torre · e8 negres rei · c7 negres peó · e7 negres cavall · f6 blanques peó · g6 negres alfil · h6 negres alfil · a5 blanques peó · b5 negres dama · e5 blanques peó · f5 blanques dama · a4 blanques alfil · b4 negres peó · c4 blanques torre · d4 blanques alfil · e4 blanques cavall · g4 blanques peó · h4 blanques peó · b3 negres torre · c3 negres peó · d3 blanques rei · e3 negres peó · e2 blanques peó · a1 negres cavall · b1 blanques cavall | c8 blanques torre · d8 negres torre · e8 negres rei · c7 negres peó · e7 negres cavall · f6 blanques peó · g6 negres alfil · h6 negres alfil · a5 blanques peó · b5 negres dama · e5 blanques peó · f5 blanques dama · a4 blanques alfil · b4 negres peó · c4 blanques torre · d4 blanques alfil · e4 blanques cavall · g4 blanques peó · h4 blanques peó · b3 negres torre · c3 negres peó · d3 blanques rei · e3 negres peó · e2 blanques peó · a1 negres cavall · b1 blanques cavall | c8 blanques torre · d8 negres torre · e8 negres rei · c7 negres peó · e7 negres cavall · f6 blanques peó · g6 negres alfil · h6 negres alfil · a5 blanques peó · b5 negres dama · e5 blanques peó · f5 blanques dama · a4 blanques alfil · b4 negres peó · c4 blanques torre · d4 blanques alfil · e4 blanques cavall · g4 blanques peó · h4 blanques peó · b3 negres torre · c3 negres peó · d3 blanques rei · e3 negres peó · e2 blanques peó · a1 negres cavall · b1 blanques cavall | 7 |
| 6 | c8 blanques torre · d8 negres torre · e8 negres rei · c7 negres peó · e7 negres cavall · f6 blanques peó · g6 negres alfil · h6 negres alfil · a5 blanques peó · b5 negres dama · e5 blanques peó · f5 blanques dama · a4 blanques alfil · b4 negres peó · c4 blanques torre · d4 blanques alfil · e4 blanques cavall · g4 blanques peó · h4 blanques peó · b3 negres torre · c3 negres peó · d3 blanques rei · e3 negres peó · e2 blanques peó · a1 negres cavall · b1 blanques cavall | c8 blanques torre · d8 negres torre · e8 negres rei · c7 negres peó · e7 negres cavall · f6 blanques peó · g6 negres alfil · h6 negres alfil · a5 blanques peó · b5 negres dama · e5 blanques peó · f5 blanques dama · a4 blanques alfil · b4 negres peó · c4 blanques torre · d4 blanques alfil · e4 blanques cavall · g4 blanques peó · h4 blanques peó · b3 negres torre · c3 negres peó · d3 blanques rei · e3 negres peó · e2 blanques peó · a1 negres cavall · b1 blanques cavall | c8 blanques torre · d8 negres torre · e8 negres rei · c7 negres peó · e7 negres cavall · f6 blanques peó · g6 negres alfil · h6 negres alfil · a5 blanques peó · b5 negres dama · e5 blanques peó · f5 blanques dama · a4 blanques alfil · b4 negres peó · c4 blanques torre · d4 blanques alfil · e4 blanques cavall · g4 blanques peó · h4 blanques peó · b3 negres torre · c3 negres peó · d3 blanques rei · e3 negres peó · e2 blanques peó · a1 negres cavall · b1 blanques cavall | c8 blanques torre · d8 negres torre · e8 negres rei · c7 negres peó · e7 negres cavall · f6 blanques peó · g6 negres alfil · h6 negres alfil · a5 blanques peó · b5 negres dama · e5 blanques peó · f5 blanques dama · a4 blanques alfil · b4 negres peó · c4 blanques torre · d4 blanques alfil · e4 blanques cavall · g4 blanques peó · h4 blanques peó · b3 negres torre · c3 negres peó · d3 blanques rei · e3 negres peó · e2 blanques peó · a1 negres cavall · b1 blanques cavall | c8 blanques torre · d8 negres torre · e8 negres rei · c7 negres peó · e7 negres cavall · f6 blanques peó · g6 negres alfil · h6 negres alfil · a5 blanques peó · b5 negres dama · e5 blanques peó · f5 blanques dama · a4 blanques alfil · b4 negres peó · c4 blanques torre · d4 blanques alfil · e4 blanques cavall · g4 blanques peó · h4 blanques peó · b3 negres torre · c3 negres peó · d3 blanques rei · e3 negres peó · e2 blanques peó · a1 negres cavall · b1 blanques cavall | c8 blanques torre · d8 negres torre · e8 negres rei · c7 negres peó · e7 negres cavall · f6 blanques peó · g6 negres alfil · h6 negres alfil · a5 blanques peó · b5 negres dama · e5 blanques peó · f5 blanques dama · a4 blanques alfil · b4 negres peó · c4 blanques torre · d4 blanques alfil · e4 blanques cavall · g4 blanques peó · h4 blanques peó · b3 negres torre · c3 negres peó · d3 blanques rei · e3 negres peó · e2 blanques peó · a1 negres cavall · b1 blanques cavall | c8 blanques torre · d8 negres torre · e8 negres rei · c7 negres peó · e7 negres cavall · f6 blanques peó · g6 negres alfil · h6 negres alfil · a5 blanques peó · b5 negres dama · e5 blanques peó · f5 blanques dama · a4 blanques alfil · b4 negres peó · c4 blanques torre · d4 blanques alfil · e4 blanques cavall · g4 blanques peó · h4 blanques peó · b3 negres torre · c3 negres peó · d3 blanques rei · e3 negres peó · e2 blanques peó · a1 negres cavall · b1 blanques cavall | c8 blanques torre · d8 negres torre · e8 negres rei · c7 negres peó · e7 negres cavall · f6 blanques peó · g6 negres alfil · h6 negres alfil · a5 blanques peó · b5 negres dama · e5 blanques peó · f5 blanques dama · a4 blanques alfil · b4 negres peó · c4 blanques torre · d4 blanques alfil · e4 blanques cavall · g4 blanques peó · h4 blanques peó · b3 negres torre · c3 negres peó · d3 blanques rei · e3 negres peó · e2 blanques peó · a1 negres cavall · b1 blanques cavall | 6 |
| 5 | c8 blanques torre · d8 negres torre · e8 negres rei · c7 negres peó · e7 negres cavall · f6 blanques peó · g6 negres alfil · h6 negres alfil · a5 blanques peó · b5 negres dama · e5 blanques peó · f5 blanques dama · a4 blanques alfil · b4 negres peó · c4 blanques torre · d4 blanques alfil · e4 blanques cavall · g4 blanques peó · h4 blanques peó · b3 negres torre · c3 negres peó · d3 blanques rei · e3 negres peó · e2 blanques peó · a1 negres cavall · b1 blanques cavall | c8 blanques torre · d8 negres torre · e8 negres rei · c7 negres peó · e7 negres cavall · f6 blanques peó · g6 negres alfil · h6 negres alfil · a5 blanques peó · b5 negres dama · e5 blanques peó · f5 blanques dama · a4 blanques alfil · b4 negres peó · c4 blanques torre · d4 blanques alfil · e4 blanques cavall · g4 blanques peó · h4 blanques peó · b3 negres torre · c3 negres peó · d3 blanques rei · e3 negres peó · e2 blanques peó · a1 negres cavall · b1 blanques cavall | c8 blanques torre · d8 negres torre · e8 negres rei · c7 negres peó · e7 negres cavall · f6 blanques peó · g6 negres alfil · h6 negres alfil · a5 blanques peó · b5 negres dama · e5 blanques peó · f5 blanques dama · a4 blanques alfil · b4 negres peó · c4 blanques torre · d4 blanques alfil · e4 blanques cavall · g4 blanques peó · h4 blanques peó · b3 negres torre · c3 negres peó · d3 blanques rei · e3 negres peó · e2 blanques peó · a1 negres cavall · b1 blanques cavall | c8 blanques torre · d8 negres torre · e8 negres rei · c7 negres peó · e7 negres cavall · f6 blanques peó · g6 negres alfil · h6 negres alfil · a5 blanques peó · b5 negres dama · e5 blanques peó · f5 blanques dama · a4 blanques alfil · b4 negres peó · c4 blanques torre · d4 blanques alfil · e4 blanques cavall · g4 blanques peó · h4 blanques peó · b3 negres torre · c3 negres peó · d3 blanques rei · e3 negres peó · e2 blanques peó · a1 negres cavall · b1 blanques cavall | c8 blanques torre · d8 negres torre · e8 negres rei · c7 negres peó · e7 negres cavall · f6 blanques peó · g6 negres alfil · h6 negres alfil · a5 blanques peó · b5 negres dama · e5 blanques peó · f5 blanques dama · a4 blanques alfil · b4 negres peó · c4 blanques torre · d4 blanques alfil · e4 blanques cavall · g4 blanques peó · h4 blanques peó · b3 negres torre · c3 negres peó · d3 blanques rei · e3 negres peó · e2 blanques peó · a1 negres cavall · b1 blanques cavall | c8 blanques torre · d8 negres torre · e8 negres rei · c7 negres peó · e7 negres cavall · f6 blanques peó · g6 negres alfil · h6 negres alfil · a5 blanques peó · b5 negres dama · e5 blanques peó · f5 blanques dama · a4 blanques alfil · b4 negres peó · c4 blanques torre · d4 blanques alfil · e4 blanques cavall · g4 blanques peó · h4 blanques peó · b3 negres torre · c3 negres peó · d3 blanques rei · e3 negres peó · e2 blanques peó · a1 negres cavall · b1 blanques cavall | c8 blanques torre · d8 negres torre · e8 negres rei · c7 negres peó · e7 negres cavall · f6 blanques peó · g6 negres alfil · h6 negres alfil · a5 blanques peó · b5 negres dama · e5 blanques peó · f5 blanques dama · a4 blanques alfil · b4 negres peó · c4 blanques torre · d4 blanques alfil · e4 blanques cavall · g4 blanques peó · h4 blanques peó · b3 negres torre · c3 negres peó · d3 blanques rei · e3 negres peó · e2 blanques peó · a1 negres cavall · b1 blanques cavall | c8 blanques torre · d8 negres torre · e8 negres rei · c7 negres peó · e7 negres cavall · f6 blanques peó · g6 negres alfil · h6 negres alfil · a5 blanques peó · b5 negres dama · e5 blanques peó · f5 blanques dama · a4 blanques alfil · b4 negres peó · c4 blanques torre · d4 blanques alfil · e4 blanques cavall · g4 blanques peó · h4 blanques peó · b3 negres torre · c3 negres peó · d3 blanques rei · e3 negres peó · e2 blanques peó · a1 negres cavall · b1 blanques cavall | 5 |
| 4 | c8 blanques torre · d8 negres torre · e8 negres rei · c7 negres peó · e7 negres cavall · f6 blanques peó · g6 negres alfil · h6 negres alfil · a5 blanques peó · b5 negres dama · e5 blanques peó · f5 blanques dama · a4 blanques alfil · b4 negres peó · c4 blanques torre · d4 blanques alfil · e4 blanques cavall · g4 blanques peó · h4 blanques peó · b3 negres torre · c3 negres peó · d3 blanques rei · e3 negres peó · e2 blanques peó · a1 negres cavall · b1 blanques cavall | c8 blanques torre · d8 negres torre · e8 negres rei · c7 negres peó · e7 negres cavall · f6 blanques peó · g6 negres alfil · h6 negres alfil · a5 blanques peó · b5 negres dama · e5 blanques peó · f5 blanques dama · a4 blanques alfil · b4 negres peó · c4 blanques torre · d4 blanques alfil · e4 blanques cavall · g4 blanques peó · h4 blanques peó · b3 negres torre · c3 negres peó · d3 blanques rei · e3 negres peó · e2 blanques peó · a1 negres cavall · b1 blanques cavall | c8 blanques torre · d8 negres torre · e8 negres rei · c7 negres peó · e7 negres cavall · f6 blanques peó · g6 negres alfil · h6 negres alfil · a5 blanques peó · b5 negres dama · e5 blanques peó · f5 blanques dama · a4 blanques alfil · b4 negres peó · c4 blanques torre · d4 blanques alfil · e4 blanques cavall · g4 blanques peó · h4 blanques peó · b3 negres torre · c3 negres peó · d3 blanques rei · e3 negres peó · e2 blanques peó · a1 negres cavall · b1 blanques cavall | c8 blanques torre · d8 negres torre · e8 negres rei · c7 negres peó · e7 negres cavall · f6 blanques peó · g6 negres alfil · h6 negres alfil · a5 blanques peó · b5 negres dama · e5 blanques peó · f5 blanques dama · a4 blanques alfil · b4 negres peó · c4 blanques torre · d4 blanques alfil · e4 blanques cavall · g4 blanques peó · h4 blanques peó · b3 negres torre · c3 negres peó · d3 blanques rei · e3 negres peó · e2 blanques peó · a1 negres cavall · b1 blanques cavall | c8 blanques torre · d8 negres torre · e8 negres rei · c7 negres peó · e7 negres cavall · f6 blanques peó · g6 negres alfil · h6 negres alfil · a5 blanques peó · b5 negres dama · e5 blanques peó · f5 blanques dama · a4 blanques alfil · b4 negres peó · c4 blanques torre · d4 blanques alfil · e4 blanques cavall · g4 blanques peó · h4 blanques peó · b3 negres torre · c3 negres peó · d3 blanques rei · e3 negres peó · e2 blanques peó · a1 negres cavall · b1 blanques cavall | c8 blanques torre · d8 negres torre · e8 negres rei · c7 negres peó · e7 negres cavall · f6 blanques peó · g6 negres alfil · h6 negres alfil · a5 blanques peó · b5 negres dama · e5 blanques peó · f5 blanques dama · a4 blanques alfil · b4 negres peó · c4 blanques torre · d4 blanques alfil · e4 blanques cavall · g4 blanques peó · h4 blanques peó · b3 negres torre · c3 negres peó · d3 blanques rei · e3 negres peó · e2 blanques peó · a1 negres cavall · b1 blanques cavall | c8 blanques torre · d8 negres torre · e8 negres rei · c7 negres peó · e7 negres cavall · f6 blanques peó · g6 negres alfil · h6 negres alfil · a5 blanques peó · b5 negres dama · e5 blanques peó · f5 blanques dama · a4 blanques alfil · b4 negres peó · c4 blanques torre · d4 blanques alfil · e4 blanques cavall · g4 blanques peó · h4 blanques peó · b3 negres torre · c3 negres peó · d3 blanques rei · e3 negres peó · e2 blanques peó · a1 negres cavall · b1 blanques cavall | c8 blanques torre · d8 negres torre · e8 negres rei · c7 negres peó · e7 negres cavall · f6 blanques peó · g6 negres alfil · h6 negres alfil · a5 blanques peó · b5 negres dama · e5 blanques peó · f5 blanques dama · a4 blanques alfil · b4 negres peó · c4 blanques torre · d4 blanques alfil · e4 blanques cavall · g4 blanques peó · h4 blanques peó · b3 negres torre · c3 negres peó · d3 blanques rei · e3 negres peó · e2 blanques peó · a1 negres cavall · b1 blanques cavall | 4 |
| 3 | c8 blanques torre · d8 negres torre · e8 negres rei · c7 negres peó · e7 negres cavall · f6 blanques peó · g6 negres alfil · h6 negres alfil · a5 blanques peó · b5 negres dama · e5 blanques peó · f5 blanques dama · a4 blanques alfil · b4 negres peó · c4 blanques torre · d4 blanques alfil · e4 blanques cavall · g4 blanques peó · h4 blanques peó · b3 negres torre · c3 negres peó · d3 blanques rei · e3 negres peó · e2 blanques peó · a1 negres cavall · b1 blanques cavall | c8 blanques torre · d8 negres torre · e8 negres rei · c7 negres peó · e7 negres cavall · f6 blanques peó · g6 negres alfil · h6 negres alfil · a5 blanques peó · b5 negres dama · e5 blanques peó · f5 blanques dama · a4 blanques alfil · b4 negres peó · c4 blanques torre · d4 blanques alfil · e4 blanques cavall · g4 blanques peó · h4 blanques peó · b3 negres torre · c3 negres peó · d3 blanques rei · e3 negres peó · e2 blanques peó · a1 negres cavall · b1 blanques cavall | c8 blanques torre · d8 negres torre · e8 negres rei · c7 negres peó · e7 negres cavall · f6 blanques peó · g6 negres alfil · h6 negres alfil · a5 blanques peó · b5 negres dama · e5 blanques peó · f5 blanques dama · a4 blanques alfil · b4 negres peó · c4 blanques torre · d4 blanques alfil · e4 blanques cavall · g4 blanques peó · h4 blanques peó · b3 negres torre · c3 negres peó · d3 blanques rei · e3 negres peó · e2 blanques peó · a1 negres cavall · b1 blanques cavall | c8 blanques torre · d8 negres torre · e8 negres rei · c7 negres peó · e7 negres cavall · f6 blanques peó · g6 negres alfil · h6 negres alfil · a5 blanques peó · b5 negres dama · e5 blanques peó · f5 blanques dama · a4 blanques alfil · b4 negres peó · c4 blanques torre · d4 blanques alfil · e4 blanques cavall · g4 blanques peó · h4 blanques peó · b3 negres torre · c3 negres peó · d3 blanques rei · e3 negres peó · e2 blanques peó · a1 negres cavall · b1 blanques cavall | c8 blanques torre · d8 negres torre · e8 negres rei · c7 negres peó · e7 negres cavall · f6 blanques peó · g6 negres alfil · h6 negres alfil · a5 blanques peó · b5 negres dama · e5 blanques peó · f5 blanques dama · a4 blanques alfil · b4 negres peó · c4 blanques torre · d4 blanques alfil · e4 blanques cavall · g4 blanques peó · h4 blanques peó · b3 negres torre · c3 negres peó · d3 blanques rei · e3 negres peó · e2 blanques peó · a1 negres cavall · b1 blanques cavall | c8 blanques torre · d8 negres torre · e8 negres rei · c7 negres peó · e7 negres cavall · f6 blanques peó · g6 negres alfil · h6 negres alfil · a5 blanques peó · b5 negres dama · e5 blanques peó · f5 blanques dama · a4 blanques alfil · b4 negres peó · c4 blanques torre · d4 blanques alfil · e4 blanques cavall · g4 blanques peó · h4 blanques peó · b3 negres torre · c3 negres peó · d3 blanques rei · e3 negres peó · e2 blanques peó · a1 negres cavall · b1 blanques cavall | c8 blanques torre · d8 negres torre · e8 negres rei · c7 negres peó · e7 negres cavall · f6 blanques peó · g6 negres alfil · h6 negres alfil · a5 blanques peó · b5 negres dama · e5 blanques peó · f5 blanques dama · a4 blanques alfil · b4 negres peó · c4 blanques torre · d4 blanques alfil · e4 blanques cavall · g4 blanques peó · h4 blanques peó · b3 negres torre · c3 negres peó · d3 blanques rei · e3 negres peó · e2 blanques peó · a1 negres cavall · b1 blanques cavall | c8 blanques torre · d8 negres torre · e8 negres rei · c7 negres peó · e7 negres cavall · f6 blanques peó · g6 negres alfil · h6 negres alfil · a5 blanques peó · b5 negres dama · e5 blanques peó · f5 blanques dama · a4 blanques alfil · b4 negres peó · c4 blanques torre · d4 blanques alfil · e4 blanques cavall · g4 blanques peó · h4 blanques peó · b3 negres torre · c3 negres peó · d3 blanques rei · e3 negres peó · e2 blanques peó · a1 negres cavall · b1 blanques cavall | 3 |
| 2 | c8 blanques torre · d8 negres torre · e8 negres rei · c7 negres peó · e7 negres cavall · f6 blanques peó · g6 negres alfil · h6 negres alfil · a5 blanques peó · b5 negres dama · e5 blanques peó · f5 blanques dama · a4 blanques alfil · b4 negres peó · c4 blanques torre · d4 blanques alfil · e4 blanques cavall · g4 blanques peó · h4 blanques peó · b3 negres torre · c3 negres peó · d3 blanques rei · e3 negres peó · e2 blanques peó · a1 negres cavall · b1 blanques cavall | c8 blanques torre · d8 negres torre · e8 negres rei · c7 negres peó · e7 negres cavall · f6 blanques peó · g6 negres alfil · h6 negres alfil · a5 blanques peó · b5 negres dama · e5 blanques peó · f5 blanques dama · a4 blanques alfil · b4 negres peó · c4 blanques torre · d4 blanques alfil · e4 blanques cavall · g4 blanques peó · h4 blanques peó · b3 negres torre · c3 negres peó · d3 blanques rei · e3 negres peó · e2 blanques peó · a1 negres cavall · b1 blanques cavall | c8 blanques torre · d8 negres torre · e8 negres rei · c7 negres peó · e7 negres cavall · f6 blanques peó · g6 negres alfil · h6 negres alfil · a5 blanques peó · b5 negres dama · e5 blanques peó · f5 blanques dama · a4 blanques alfil · b4 negres peó · c4 blanques torre · d4 blanques alfil · e4 blanques cavall · g4 blanques peó · h4 blanques peó · b3 negres torre · c3 negres peó · d3 blanques rei · e3 negres peó · e2 blanques peó · a1 negres cavall · b1 blanques cavall | c8 blanques torre · d8 negres torre · e8 negres rei · c7 negres peó · e7 negres cavall · f6 blanques peó · g6 negres alfil · h6 negres alfil · a5 blanques peó · b5 negres dama · e5 blanques peó · f5 blanques dama · a4 blanques alfil · b4 negres peó · c4 blanques torre · d4 blanques alfil · e4 blanques cavall · g4 blanques peó · h4 blanques peó · b3 negres torre · c3 negres peó · d3 blanques rei · e3 negres peó · e2 blanques peó · a1 negres cavall · b1 blanques cavall | c8 blanques torre · d8 negres torre · e8 negres rei · c7 negres peó · e7 negres cavall · f6 blanques peó · g6 negres alfil · h6 negres alfil · a5 blanques peó · b5 negres dama · e5 blanques peó · f5 blanques dama · a4 blanques alfil · b4 negres peó · c4 blanques torre · d4 blanques alfil · e4 blanques cavall · g4 blanques peó · h4 blanques peó · b3 negres torre · c3 negres peó · d3 blanques rei · e3 negres peó · e2 blanques peó · a1 negres cavall · b1 blanques cavall | c8 blanques torre · d8 negres torre · e8 negres rei · c7 negres peó · e7 negres cavall · f6 blanques peó · g6 negres alfil · h6 negres alfil · a5 blanques peó · b5 negres dama · e5 blanques peó · f5 blanques dama · a4 blanques alfil · b4 negres peó · c4 blanques torre · d4 blanques alfil · e4 blanques cavall · g4 blanques peó · h4 blanques peó · b3 negres torre · c3 negres peó · d3 blanques rei · e3 negres peó · e2 blanques peó · a1 negres cavall · b1 blanques cavall | c8 blanques torre · d8 negres torre · e8 negres rei · c7 negres peó · e7 negres cavall · f6 blanques peó · g6 negres alfil · h6 negres alfil · a5 blanques peó · b5 negres dama · e5 blanques peó · f5 blanques dama · a4 blanques alfil · b4 negres peó · c4 blanques torre · d4 blanques alfil · e4 blanques cavall · g4 blanques peó · h4 blanques peó · b3 negres torre · c3 negres peó · d3 blanques rei · e3 negres peó · e2 blanques peó · a1 negres cavall · b1 blanques cavall | c8 blanques torre · d8 negres torre · e8 negres rei · c7 negres peó · e7 negres cavall · f6 blanques peó · g6 negres alfil · h6 negres alfil · a5 blanques peó · b5 negres dama · e5 blanques peó · f5 blanques dama · a4 blanques alfil · b4 negres peó · c4 blanques torre · d4 blanques alfil · e4 blanques cavall · g4 blanques peó · h4 blanques peó · b3 negres torre · c3 negres peó · d3 blanques rei · e3 negres peó · e2 blanques peó · a1 negres cavall · b1 blanques cavall | 2 |
| 1 | c8 blanques torre · d8 negres torre · e8 negres rei · c7 negres peó · e7 negres cavall · f6 blanques peó · g6 negres alfil · h6 negres alfil · a5 blanques peó · b5 negres dama · e5 blanques peó · f5 blanques dama · a4 blanques alfil · b4 negres peó · c4 blanques torre · d4 blanques alfil · e4 blanques cavall · g4 blanques peó · h4 blanques peó · b3 negres torre · c3 negres peó · d3 blanques rei · e3 negres peó · e2 blanques peó · a1 negres cavall · b1 blanques cavall | c8 blanques torre · d8 negres torre · e8 negres rei · c7 negres peó · e7 negres cavall · f6 blanques peó · g6 negres alfil · h6 negres alfil · a5 blanques peó · b5 negres dama · e5 blanques peó · f5 blanques dama · a4 blanques alfil · b4 negres peó · c4 blanques torre · d4 blanques alfil · e4 blanques cavall · g4 blanques peó · h4 blanques peó · b3 negres torre · c3 negres peó · d3 blanques rei · e3 negres peó · e2 blanques peó · a1 negres cavall · b1 blanques cavall | c8 blanques torre · d8 negres torre · e8 negres rei · c7 negres peó · e7 negres cavall · f6 blanques peó · g6 negres alfil · h6 negres alfil · a5 blanques peó · b5 negres dama · e5 blanques peó · f5 blanques dama · a4 blanques alfil · b4 negres peó · c4 blanques torre · d4 blanques alfil · e4 blanques cavall · g4 blanques peó · h4 blanques peó · b3 negres torre · c3 negres peó · d3 blanques rei · e3 negres peó · e2 blanques peó · a1 negres cavall · b1 blanques cavall | c8 blanques torre · d8 negres torre · e8 negres rei · c7 negres peó · e7 negres cavall · f6 blanques peó · g6 negres alfil · h6 negres alfil · a5 blanques peó · b5 negres dama · e5 blanques peó · f5 blanques dama · a4 blanques alfil · b4 negres peó · c4 blanques torre · d4 blanques alfil · e4 blanques cavall · g4 blanques peó · h4 blanques peó · b3 negres torre · c3 negres peó · d3 blanques rei · e3 negres peó · e2 blanques peó · a1 negres cavall · b1 blanques cavall | c8 blanques torre · d8 negres torre · e8 negres rei · c7 negres peó · e7 negres cavall · f6 blanques peó · g6 negres alfil · h6 negres alfil · a5 blanques peó · b5 negres dama · e5 blanques peó · f5 blanques dama · a4 blanques alfil · b4 negres peó · c4 blanques torre · d4 blanques alfil · e4 blanques cavall · g4 blanques peó · h4 blanques peó · b3 negres torre · c3 negres peó · d3 blanques rei · e3 negres peó · e2 blanques peó · a1 negres cavall · b1 blanques cavall | c8 blanques torre · d8 negres torre · e8 negres rei · c7 negres peó · e7 negres cavall · f6 blanques peó · g6 negres alfil · h6 negres alfil · a5 blanques peó · b5 negres dama · e5 blanques peó · f5 blanques dama · a4 blanques alfil · b4 negres peó · c4 blanques torre · d4 blanques alfil · e4 blanques cavall · g4 blanques peó · h4 blanques peó · b3 negres torre · c3 negres peó · d3 blanques rei · e3 negres peó · e2 blanques peó · a1 negres cavall · b1 blanques cavall | c8 blanques torre · d8 negres torre · e8 negres rei · c7 negres peó · e7 negres cavall · f6 blanques peó · g6 negres alfil · h6 negres alfil · a5 blanques peó · b5 negres dama · e5 blanques peó · f5 blanques dama · a4 blanques alfil · b4 negres peó · c4 blanques torre · d4 blanques alfil · e4 blanques cavall · g4 blanques peó · h4 blanques peó · b3 negres torre · c3 negres peó · d3 blanques rei · e3 negres peó · e2 blanques peó · a1 negres cavall · b1 blanques cavall | c8 blanques torre · d8 negres torre · e8 negres rei · c7 negres peó · e7 negres cavall · f6 blanques peó · g6 negres alfil · h6 negres alfil · a5 blanques peó · b5 negres dama · e5 blanques peó · f5 blanques dama · a4 blanques alfil · b4 negres peó · c4 blanques torre · d4 blanques alfil · e4 blanques cavall · g4 blanques peó · h4 blanques peó · b3 negres torre · c3 negres peó · d3 blanques rei · e3 negres peó · e2 blanques peó · a1 negres cavall · b1 blanques cavall | 1 |
|   | a | b | c | d | e | f | g | h |   |

El problema de la dreta és un exemple bastant recent i reeixit del Torneig Mundial de Composició d'escacs tot i que només presenta una sola fase del joc. És de Štefan Søvik i és un mat reflex de dues jugades.
La clau és 1.Dh5! i les blanques amenacen 2.Cbxc3, després que les negres es veuen obligades per la condició addicional de fer mat amb Txc3 #, amb la triple clavada de Tc4, Ad4 i Ce4.
Hi ha tres variants temàtiques amb desclavades de tres peces, però cada vegada les negres han de fer mat per ziga-zaga després d'autoclavar-se la peça desclavada a c3:
- 1...Dxa4 2.Txc3 Db5# (blanques mouen: torre desclavada per la dama que s'autoclava)
- 1...Txc8 2.Axc3 Td8# (blanques mouen: alfil desclavat per la torre que s'autoclava)
- 1...Axh5 2.Cexc3 Ag6# (blanques mouen: cavall clavat per l'alfil que s'autoclava)

Altres tres variants resulten de desclavar peces blanques, però els mats no són per ziga-zaga:
- 1...Dd7 2.Tc6 Dxd4# (blanques mouen: desclavada la torre que desprotegeix d4 i desclava la dama)
- 1...Cd5 2.Axe3 Cf4# (blanques mouen: desclavada l'alfil obre columna d i bloqueja e3)
- 1...Td7 2.Axc3 Txc8# (blanques mouen: desclavada l'alfil obre columna d i s'autoclava a c3)

En les tres properes variants les peces negres són desclavades i fan mat:
- 1...Dc6 2.Axb3 Dxe4# (blanques mouen: alfil clava la dama)
- 1...Cf5 2.Txc7 Txd4# (blanques mouen: torre clava torre)
- 1...Af7 2.Df5 Axc4# (blanques mouen: dama clava l'alfil)

L'última variant és només tècnica:
- 1...Txb1 2.Ad1 Txd1#

L'exemple posa èmfasi a la desclavada i clavada (vegeu motiu) i il·lustra un dels avantatges artístics del mat reflex per sobre de l'auto-mat, en haver-hi força més mats més variats (de mitjana).